# Cikorija
Cikorija (divlja vodopija, obična vodopija, vuzlika, konjogriz, konjska trava, kažiput, vodoplav, radič, latinski: Cichorium intybus. To je višegodišnja biljka iz porodice glavočika (rod vodopija). Često se pod imenom cikorije podrazumjeva varijanta endivije - crispa, a ta pogreška je duboko ukorijenjena, pogotovo u Francuskoj i Sjedinjenim Američkim Državama. Pradomovina joj je Europa gdje je posvuda prisutna, ali se udomaćila i u SAD i Australiji. Može ju se pronaći posvuda, raste kao korov, pored staza i puteva, po pašnjacima, livadama, obodima šuma.

## Izgled cikorije
Cikorija je višegodišnja zeljasta biljka, naraste do 1.5 metar. Biljka ima valjkasto-vretenasti korijen, izvana žućkast, a iznutra bijel. Stabljika je duga, čvrsta i razgranata. Listovi su duguljasti, grubo nazubljeni, suženi u dršku, sliče listovima maslačka. Cvijet biljke je svijetloplave boje, s ljubičastim prašnicima koji imaju svjetliji vrh. Okus biljke je gorak, kako listova, tako i korijena.

## Divlja cikorija
Listovi divlje cikorije su gorki i opori. Bez obzira na takav ukus divlja cikorija je specijalitet u nekim kuhinjama, npr u talijanskim kuhinjama regija Liguria i Puglia, zatim u španjolskoj regiji Katalonija, kod nas u Dalmaciji, zatim u kuhinjama Grčke i Turske. Poznato jelo od cikorije je ligurska Fave e Cicorie Selvatiche.
Gorčina se smanjuje kuhanjem a dodaju im se i drugi dodaci koji mijenjaju ukus, npr. češnjak, slane srdele ili inćuni, te se tako upotrebljavaju kao preljev na talijanskim tjesteninama ili kao dodatak jelima od mesa.

## Uzgajana cikorija
Cikorija se uzgaja iz više razloga, radi svojih listova, koji se najčešće jedu sirovi, kao salata. Uzgojena cikorija se najčešće dijeli na tri tipa, a svaki tip ima mnogo inačica:
- Radič je uobičajeno crvene boje ili crveno-zelene. Ponekad ovaj tip nazivaju crvena endivija ili crvena cikorija. Ima gorkast okus, kao i specifičnu aromu, jede se sirov, a ponekad i lagano podušen na pari.
- Sugarloaf cikorija ili slatkasta cikorija, naliči na salatu i nije gorka poput obične cikorije.
- Belgijska endivija, poznata i kao Francuska endivija, witlof na Nizozemskom, witloof U SAD i Australiji, chicory u UK, i chicon u dijelovima sjeverne Francuske.

## Koristi cikorije
Iz korijena cikorije (kod nas tvrtka Franck) proizvodi sirovina za bijelu kavu.

## Primjena u narodnoj medicini
Zbog sadržaja gorkih tvari u mliječnom soku, cikorija potiče apetit. Iz korijena se dobivaju ukusni aromatični napitci koji imaju antimikrobno i adstrigentno djelovanje, povećavaju apetit, smanjuju znojenje i poboljšavaju funkcionalno stanje probavnog sustava. Prema eksperimentalnim podacima, infuzija cvata cikorije ima smirujući učinak na središnji živčani sustav, tonizira srce i ima koleretički učinak.
Cikorija je posebno cijenjena u dijetalnoj prehrani pacijenata s dijabetesom. U kliničkim ispitivanjima postignuti su pozitivni rezultati u liječenju dijabetes melitusa ekstraktom iz korijena cikorije: došlo je do poboljšanja dobrobiti pacijenata u početnoj fazi bolesti, u uznapredovalim slučajevima djelomično smanjenje sadržaja šećera u urinu. 

## Sastav
Na 100 gr sviježih listova cikorija sadri prosječno oko 87,9 gr vode, oko 3,50 gr ugljikohidrata, oko 3,6 gr vlakana, oko 1,83 gr bjelančevina i oko 0,46 gr masti. Sadržaj makroelemenata je oko 299 mg kalija, oko 70,8 mg natrija,  153 mg kalcija, oko 19,8 mg magnezija i oko 10 mg fosfora. Od mikroelemenata sadrži 110 mkg bakra, 260 mkg mangana i cinka oko 370 mkg. Karotenoida sadrži na 100 gr oko 2,98 mg te oko 19,7 mg vitamina C i oko 173 mg vitamina K.

## Vanjske poveznice
- Belgian Endive  Arhivirana inačica izvorne stranice od 20. studenoga 2010. (Wayback Machine) Official Resource Page for Belgian Endive
- Chicory Coffee - How Does it Taste?  Arhivirana inačica izvorne stranice od 12. srpnja 2014. (Wayback Machine)
- ITIS 36762
- Chicory photo and description
- Dogfish Head's Chicory Stout
- History of Belgian Endive
- Species of chicory and endive
- Edibility of Chicory: Edible parts and identification of wild Chicory.